# Sedum platystylum
Sedum platystylum är en fetbladsväxtart som beskrevs av Fröderstr.. Sedum platystylum ingår i Fetknoppssläktet som ingår i familjen fetbladsväxter. Inga underarter finns listade i Catalogue of Life.